# Marie Boivin
Marie Anne Victoire Gillain Boivin (Versalles, 9 de abril de 1773 -  París, 16 de mayo de 1841) fue una comadrona francesa, inventora y escritora de obstetricia. Es considerada una de las mujeres más importantes en medicina en el siglo XIX. Boivin inventó un nuevo pelvímetro y un espéculo vaginal; los manuales médicos que escribió fueron traducidos a diferentes idiomas y utilizados durante 150 años.

## Biografía
Marie Anne Victoire Gillain nació en 1773 en Versalles. Fue educada por monjas lactantes en un convento de monjas en Étampes, donde su talento atrajo la atención de Madame Élisabeth, hermana del rey Luis XVI. Cuando el convento fue destruido durante la Revolución Francesa, pasó tres años estudiando anatomía y partería. 
Sus estudios médicos se interrumpieron cuando se casó con un empleado del gobierno, Louis Boivin, en 1797. Louis Boivin murió poco después, dejándola con una hija y poco dinero. Se convirtió en partera en un hospital local, y en 1801 en su superintendente; en ese momento convenció a Jean-Antoine Chaptal para que agregara una escuela especial de obstetricia. Madame Boivin continúa estudiando en el campo de la medicina; se convirtió en alumna, asistente y amiga de Marie-Louise Lachapelle en París. Se diplomó en 1800 y se quedó en Versalles para hacer las prácticas.

## Trayectoria profesional
Cuando su esposo murió, ella regresó a París para ayudar a la señora Lachapelle en La Maternidad. Durante ese tiempo, mantuvo una estrecha relación con el Dr. Chaussier. Debido a los celos profesionales de su colega y amiga, la Sra. Lachapelle, Marie Boivin renunció a su cargo en 1811, y rechazó la oferta del puesto de Lachapelle después de que esta falleciera en 1822. Ella aceptó un puesto en un hospital de París para mujeres abandonadas. En los años siguientes, fue codirectora o directora en varios hospitales, incluido el Hospital General de Seine-et-Oise (1814), un hospital militar temporal (1815), el Hospicio de La Maternidad y la Maison Royale de Santé También fue miembro de varias sociedades médicas. Ha publicado artículos y libros sobre su propio caso y su espéculo uterino. Su Mémorial de l'art des accouchements, El Arte de Obstetricia, (1817) fue editado varias veces y se convirtió en un manual de texto esencial.  

## Contribuciones

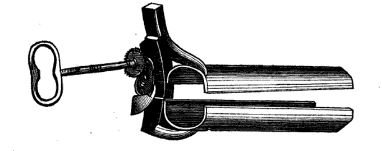
El espéculo vaginal de Madame Boivin.

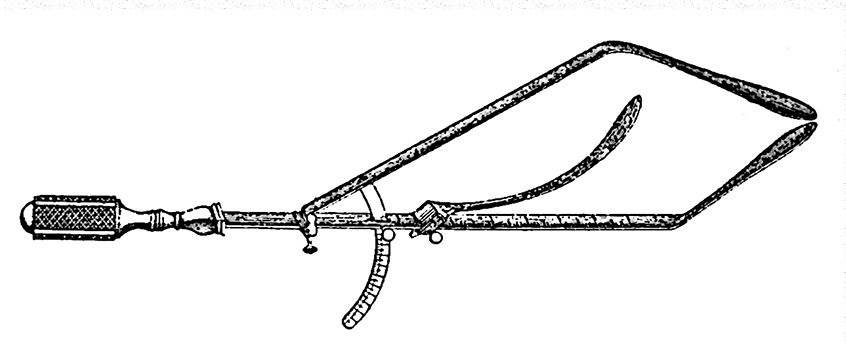
El pelvímetro de Madame Boivin.

Boivin inventó un nuevo pelvímetro y un espéculo vaginal que se utilizó para dilatar la vagina y el examen del cuello uterino. Su invento ayudó no solo a sus pacientes femeninas, sino también a los médicos. Fue una de las primeras en usar el estetoscopio para escuchar el corazón fetal. Le dieron crédito por descubrir la causa de ciertos tipos de sangrado, la causa de abortos espontáneos y enfermedades de la placenta y el útero. Radcliffe declaró que "estaba realizando tratamientos quirúrgicos que en otros países eran prerrogativa de los hombres". También fue una de las primeras cirujanos en amputar el cuello uterino para un crecimiento canceroso. Como se convirtió en una cirujana ginecológica innovadora y hábil, las universidades alemanas se mostraron más abiertas a la idea de que las mujeres trabajasen en cirugía ginecológica.
De 1812 a 1823, publicó numerosas obras tanto originales como traducciones. Su primera edición del Memorial de l'Art des Accouchemens se publicó en 1812. Incluía notas que había tomado sobre lo que había aprendido con Marie-Louise Lachapelle, y el libro fue utilizado como un manual para estudiantes de medicina y parteras. La tercera edición del Memorial de l'Art des Accouchemens fue traducida a varios idiomas europeos. Su trabajo sobre las causas del aborto recibió una recomendación de la Royal Society of Medicine en Burdeos. También ha publicado artículos sobre sus propios casos y su espéculo en los boletines de la facultad de Medicina y Academie royale de médecine de París. Sus publicaciones más avanzadas se especializaron en ginecología, como Nouveau Traité des Hemorragies de l'Uterus y Traité de Maladies de l'Uterus et des Annexes, su trabajo más importante. Incluía 41 láminas y 116 figuras que ella misma coloreó, y reemplazó el libro de texto que había estado en uso durante 150 años.

## Obras
- Memorial de l'Art des Accouchmens, Arte de Obstetricia, (handbook for medical student and midwives), 1812[5]
- Nouveau traité des hémorragies de l'utérus (bleeding from the uterus), 1818
- Mémorial de l'art des accouchemens (handbook for medical students, third edition), 1824
- Recherches sur une des causes les plus frequentes et la moins connue de l'avortement (the Most Frequent and Least Known Causes of Abortion), 1828[9]
- Observations et reflexions sur les cas d'absorption de placenta (the case of absorption of the placenta), 1829
- Traité des Maladies de l'utérus et des annexes (Diseases of the uterus), 1833

## Honores
- Medalla de oro al Mérito Civil de Prusia, 1814.[3]
- Doctora Honoris Causa de la Universidad de Marburgo en Alemania, 1827
- Commendation from the Royal Society of Medical en Burdeos
- Miembro de diversas sociedades médicas
- A nursery named after Mme Boivin at her home town, Versalles[9]